# Rutiderma normani
Rutiderma normani är en kräftdjursart som beskrevs av Poulsen 1965. Rutiderma normani ingår i släktet Rutiderma och familjen Rutidermatidae. Inga underarter finns listade i Catalogue of Life.